# Ole Steen Nielsen
Ole Steen Nielsen (* 29. Juni 1940; † 9. April 1979) war ein dänischer Filmeditor. Er schnitt unter anderem von 1968 bis zu seinem Tod 1979 die Filme der Olsenbande.

## Filmografie
- 1962: Den kære familie
- 1963: 3 piger i Paris
- 1964: Sommer i Tyrol
- 1965: Næsbygårds arving
- 1965: 2 × 2 im Himmelbett (Halløj i himmelsengen)
- 1966: Krybskytterne på Næsbygaard
- 1966: Tre små piger
- 1966: Es war einmal ein Krieg (Der var engang en krig)
- 1967: Det er ikke appelsiner – Det er heste
- 1967: Historien om Barbara
- 1968: Mig og min lillebror og storsmuglerne
- 1968: Die Olsenbande (Olsen-banden)
- 1968: Det var en lørdag aften
- 1968: I den grønne skov
- 1969: Die Olsenbande in der Klemme (Olsen-banden på spanden)
- 1969: Geld zum zweiten Frühstück (Tænk på et tal)
- 1970: Rend mig i revolutionen
- 1970: Ska´ vi lege skjul?
- 1970–1977: Oh, diese Mieter (Huset på Christianshavn; Fernsehserie)
- 1971: Die Olsenbande fährt nach Jütland (Olsen-banden i Jylland)
- 1971: Ballade på Christianshavn
- 1971: Hændeligt uheld
- 1972: Die Olsenbande und ihr großer Coup (Olsen-bandens store kup)
- 1973: Die Olsenbande läuft Amok (Olsen-banden går amok)
- 1974: Der (voraussichtlich) letzte Streich der Olsenbande (Olsen-bandens sidste bedrifter)
- 1975: Die Olsenbande stellt die Weichen (Olsen-banden på sporet)
- 1976: Die Olsenbande sieht rot (Olsen-banden ser rødt)
- 1976: Affæren i Mølleby
- 1976: Die Olsenbande schlägt wieder zu (Olsen-banden deruda`)
- 1977: Skytten
- 1978: Die Olsenbande steigt aufs Dach (Olsen-banden går i krig)
- 1978–1979: Die Leute von Korsbaek (Matador, Fernsehserie)